# グウェン・ライデン
グウェン・ライデン (Gwen Raiden) は、アメリカ合衆国のテレビドラマ『エンジェル』およびコミック『After The Fall』に登場する架空の人物。演じた俳優はアレクサ・ダヴァロス。

## 特徴
両手の指先から他人に致命傷を負わせるほどの高圧の電流を発する。

## 住居
ロサンゼルス市内。コミック『After The Fall』ではエンジェルがかつて活動拠点にしていたハイペリオンホテルに住んでいる。

## エピソード

### テレビシリーズ
第4シーズンの第2話『失くしたもの』で登場。同じく第4シーズンの『新しい役者』では放電能力を失っていたが、コミック『After The Fall』の第6章から始まる『First Night』で再び同じ能力を手にすることになる。

### After The Fall
地獄に堕ちた彼女は誤って恋人を高圧の電流で死なせてしまう。その後エンジェルの部下となるが、エンジェルがビッグワンズを爆死させたあと、感情を制御できなくなり、ありとあらゆるものを焼き尽くす。そして力尽きて倒れこんでしまう。

## 関連する人物
- エンジェル
私立探偵。第5シーズンからコミック「After The Fall」まではウルフラム&ハート[3]のCEO。
- コナー
エンジェルの息子。
- ガン
エンジェルの部下。一時、グウェンの恋人だった。